# Picocystis salinarum
A Picocystis salinarum a valódi zöldmoszatok (Chlorophyta) monotipikus Picocystophyceae kládja Picocystis nemzetsége egyetlen ismert faja, és a VII. C prazinofiton kládnak felel meg.

## Történet
2000-ben írták le Lewin et al., 2017-ben Lopes dos Santos et al. létrehozták számára a Picocystophyceae osztályt, a Picocystales rendet és a Picocystaceae családot, de előtte rokonították például a Trebouxiophyceae osztállyal.
Eredetileg a Chloropicaceae testvércsoportjaként írták le Lopes dos Santos et al., de Turmel  et al. 2019-es tanulmánya szerint a Pycnococcaceae, míg Yang  et al. 2023-as tanulmánya szerint a Pseudoscourfieldiales vagy a Chloropicophyceae–Chlorophytina klád testvércsoportja.
2024-ben de Luca  et al. római kori stukkók biofilmjein is megtalálták.

## Morfológia
A Picocystis salinarum normál körülmények közt gömbölyű vagy ovális, tápanyaghiány esetén 3 lebenyes vagy tojás alakú. Réteges sejtfala poliarabinózt, mannózt, galaktózt és glükózt tartalmaz. E lebenyes alak miatt „Miki egérnek” is nevezik annak fejéhez való hasonlósága miatt. Általános kinézete hagyományos zöldmoszatra hasonlít. Morfológiai alapon nehezen azonosítható gyűjtött mintákban, így gyakran hibásan vagy nem azonosítják. Több morfotípussal rendelkezik különböző méretekkel, melyek egy részében van háromlebenyes állapot, más részében nincs.
Méretét 2005-ben Poretsky et al. „a bakterioplanktonhoz hasonlónak” írták le.

## Biokémia
Pigmentjei többnyire klorofill a és b, emellett több karotinoidot – például violaxantint, alloxantint, monadoxantint, neoxantint, diatoxantint és zeaxantint – termel. Egyedi pigmentcsoportja és karotinoidmintája alapján különböztethető meg: alloxantint és monadoxantint többnyire a Cryptophyta, míg diatoxantint elsősorban kovamoszatok termelnek, azonban egy Mytilus galloprovincialis-fertőző Chlorophyceae-fajban is kimutatták őket.

## Élőhely
Sós, hipersós bázikus tavakban él. Eurihalin: 2010. január 20-án a Magadi-tó egy 1,4% sótartalmú ellenőrzőpontján, míg 2005-ben a 30% sótartalmú Katwe-tóban találták meg. Leggyorsabban azonban 0,2–15% sótartalom mellett nő. Tengeri környezetben nem ismert.

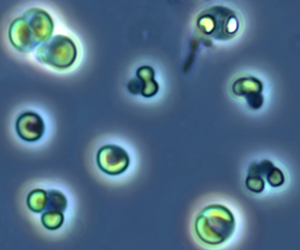
A Picocystis az egyik legkisebb zöldmoszat. A Mono-tóban gyakori, ahol Miki egérnek is nevezik (vö. baloldalt lent).

2024-ben baiai fürdőkben római kori stukkókon is észlelték de Luca et al.

## Ökológia
A hasadékvölgyek sós tavaiban gyakori – magas Arthrospira-biomassza mellett átmenetileg domináns lehet – 2006 szeptemberében az Arthrospira-populáció jelentős csökkenése mellett a Picocystis-populáció literenként 3,4 milliárd sejtre nőtt a Nakuru-tóban, és a fitoplankton-biomassza 54%-át adta. Típushelye egy 10% sókoncentrációjú kaliforniai tó.
Az oxiklinben sűrű lemezt alkot, ott a hipoxia védelmet nyújt az ellen, hogy az Artemia megegye, vagy az arzenit-reduktáz transzkripcióját kevés oxigén nem gátolja.

## Életciklus
Életciklusában nem ismert ostoros állapot, és sose termel pikkelyeket.

## Genetika
Kis (81 118–81 133 bp), kevésgénes, körkörös ptDNS-e van, ennek GC-tartalma 37,2%, génsűrűsége más prazinofiton kládokénál (például Nephroselmis és Pyramimonas) és a legtöbb Chlorophytina-fajénál magasabb. A Chloropicophyceae ptDNS-ével szemben van rRNS-kódoló IR, mérete és génkészlete nagyobb, intronja nincs.
A P. salinarum mtDNS-e 51 918 bp hosszú, és GC-tartalma 67,7%, fehérjekódoló génjeiké pedig 67,9%. de vannak ennél jóval hosszabb mtDNS-ű Picocystis-fajok is – egy még leíratlan Picocystis-faj L7 törzse mtDNS-e például 96 999 bp hosszú. A mtDNS a ptDNS-hez hasonlóan rendelkezik rRNS-kódoló IR-szakasszal, ez feltehetően ősi jellemző, mivel jelen van a Mamiellophyceae és a Prasinodermophyta mitokondriumaiban is.
Több Chlorophytina-fajtól eltérően, de a többi zöld növényhez hasonlóan nem rendelkezik APAF1C/WD40 domént kódoló génekkel.

## Jelentőség
Bár római stukkók biofilmjein megtalálható, tanulmányok híján nem ismert szerepe a kulturális örökségek állagromlásában vagy -megőrzésében.
Ben-Ouada et al. kimutatták, hogy jelentősen  – 25–73%-kal – csökkenti a diklofenák mennyiségét, de csak kevesebb mint 1%-át adszorbeálja.

## Fordítás
Ez a szócikk részben vagy egészben  a   Picocystis című angol Wikipédia-szócikk ezen változatának fordításán alapul.  Az eredeti cikk szerkesztőit annak laptörténete sorolja fel. Ez a jelzés csupán a megfogalmazás eredetét és a szerzői jogokat jelzi, nem szolgál a cikkben szereplő információk forrásmegjelöléseként.